# 余文詩
余文詩（英語：Wendy Yu Man Si，1952年12月24日—），暱稱斯文魚、詩文余，祖籍廣東臺山，香港節目主持人及演員，前無綫電視女藝員。曾經是無綫電視晨早清談資訊節目《香港早晨》節目主持人。

## 背景
余文詩早年在香港出生及長大，就讀嘉諾撒聖瑪利書院，有跳中國舞蹈底子。15歲隨家人移民美國生活，在當地完成高中課程後，於大學修讀食物及營養學，並成為一名註冊營養師，在美國執業。她於1980年代初隨丈夫回流香港，初年找不到與營養師相關的工作。直次丈夫蔣偉杰獲邀接受電視台訪問，余文詩亦以營養師身份亮相接受訪問，節目監製馮吉隆於是邀請她擔任《香港早晨》的主持。從1981年開始，至1991年，余文詩擔任《香港早晨》主持（1981年9月7日起每逢星期一至六早上6時55分至9時直播香港早晨，原初屬清談加上新聞資訊節目，由資訊及文教組製作，早期主持包括葉特生、譚偉華、李嘉麗、余文詩、李有毅、潘芳芳及黎芷珊等。），又曾主持《歡樂今宵》、《無限生機》、《都市閒情》、《絲綢之路》、《K-100》等節目和出演電影和電視劇。1990年，她獲邀為香港電台主持節目《讀書樂》，至2004年退休。目前主要在香港生活。
余文詩熱愛馬匹，助養過三匹馬，尤鍾於馬術運動，曾任香港馬術總會推廣大使，又於香港飼養了多隻馬匹。她在1980年代末推出過營養學著作《健康與營養》，也在1991年推出彩色圖冊《福兒和波子》。

## 個人生活
余文詩於1978年與脊醫蔣偉杰結婚，與夫婿曾為「天力」的馬主。

## 節目主持
- 歡樂今宵
- 香港早晨
- 都市閒情
- 文化廣場
- 絲綢之路（1984年7月；與鍾景輝）

## 電影
- 桃姐（2011年）飾 Sharon

## 電視劇
- 奔向太陽（1983年）
- 新白娘子传奇（1992年）
- 青少年實況劇之愛有明天（1993年）
- 盛裝舞步愛作戰（2008年）

## 演出
- 1980年代初 歡樂今宵
- 1991年 Waku Waku動物也瘋狂[27]

## 廣告
- 益力多（1980年代）「你今日飲咗未？」
- 澳洲雙羊牌百搭米（1985年）
- 衞生福利及食物局：營養標籤（2000年代）
- 日本康力施洛（2011年）

## 外部連結
- 余文詩在互联网电影资料库（IMDb）上的資料（英文）
- 余文詩在香港影庫上的簡介